# 川根唐沢駅
川根唐沢駅（かわねからさわえき）は、かつて静岡県榛原郡本川根町（現・川根本町）犬間にあった大井川鉄道（現・大井川鐵道）井川線の駅（廃駅）である。長島ダム建設に伴う井川線の路線変更により廃駅となった。

## 歴史
井川線の旅客営業開始と同時に開業。一時期は周辺で産出される木材の運搬で賑わった。

### 年表
- 1959年（昭和34年）8月1日：開業。
- 1990年（平成2年）10月2日：長島ダム建設に伴う路線変更により廃止。

## 駅構造
単式ホーム1面1線を有する地上駅であった。

## 駅周辺
（廃線当時）
- 大井川
- 平田トンネル - 駅から井川側にあるトンネル。現在線の平田トンネルとは異なる。接岨湖によって水没。
- 第一唐沢トンネル - 駅から千頭側にあるトンネル。接岨湖によって水没。
- 唐沢集落 - 駅周辺にあった集落。ダム建設に伴い撤去。接岨湖によって水没。

## 廃止後の現状
駅跡および駅周辺は長島ダム建設により誕生したダム湖である接岨湖に沈んでいる。現在線のひらんだ駅のやや南方に位置した。
井川線の長島ダム駅からひらんだ駅への車内アナウンスで、接岨湖に川根唐沢駅が沈んでいると紹介されることがある。

## 隣の駅
（廃線当時）
大井川鉄道
井川線
大加島仮乗降場 - 川根唐沢駅 - 犬間駅